# Jaén Paraíso Interior 2023
De 2e editie van de Spaanse wielerwedstrijd Jaén Paraíso Interior vond plaats op 13 februari 2023. De start vond plaats in Úbeda, de finish lag in Baeza. Beide onderdeel van de provincie Jaén. Deze wedstrijd werd gewonnen door de Sloveen Tadej Pogačar.
Pogačar behaalde zo met zijn eerste wedstrijddag van het seizoen gelijk een overwinning. Ben Turner kwam als tweede over de streep. Ploeggenoot van Pogačar, Tim Wellens kwam als derde over de eindstreep. 
De wedstrijd was onderdeel van de UCI Europe Tour van 2023.

## Uitslag
| Plaats  | Naam             | Ploeg                    | tijd     |
| ------- | ---------------- | ------------------------ | -------- |
| Winnaar | Tadej Pogačar    | UAE Team Emirates        | 4u36'41" |
| 2       | Ben Turner       | INEOS Grenadiers         | +49"     |
| 3       | Tim Wellens      | UAE Team Emirates        | z.t.     |
| 4       | Marc Hirschi     | UAE Team Emirates        | +1'17"   |
| 5       | Andreas Kron     | Lotto-Dstny              | z.t.     |
| 6       | Ben Tulett       | INEOS Grenadiers         | z.t.     |
| 7       | Lorenzo Rota     | Intermarché-Circus-Wanty | z.t.     |
| 8       | Georg Zimmermann | Intermarché-Circus-Wanty | +1'31"   |
| 9       | Warren Barguil   | Arkéa Samsic             | z.t.     |
| 10      | Gorka Izagirre   | Movistar Team            | z.t.     |

2022 · 2023 · 2024 · 2025